# 林村ゆかり
林村ゆかり（はやしむらゆかり、1982年10月15日 - ）は、日本の美容師、歌手、タレント。本名木村ゆかり（きむらゆかり）。岡山県出身。血液型A型。身長160cm。

## 来歴・人物
美容師一家に生まれ、美容師資格を持つ。兄はヘアサロンairで執行役員ディレクターであり、月間200万PVを越えるブロガーでもある美容師木村直人。
二十歳の時に、自身で作詞作曲を手がけた自主制作ミニアルバム「you make me feel so good / FLUiD」を作成。美容学校卒業後、25歳で上京しジャズバーで歌い始め、YouTubeで音楽配信を始める。その後、美容やパフォーマンス動画の動画配信もするようになり、一部の出演動画は台湾の蘋果日報やNHKの特ダネ!投稿DO画にも取り上げられた。2016年からSHOWROOMで配信を始める。
2017年9月20日にJTB MUSICよりデビューミニアルバム「瞬間」を発売。東京、川崎、岡山の3箇所でインストアイベントも開催した。
2018年1月から17 Liveの配信を開始し、日本人最多となる27万人のフォロワー数（2018年10月時点）を獲得している。
ファンからの愛称はゆかりん。アロマセラピスト、ビューティアドバイザーの資格を持っている。愛犬はチワワのうぶ、チワプーのパン。

## Discography

### シングル
| リリース日     | タイトル           | 販売形態             | 販売形態             | 販売形態             |
| -------------- | ------------------ | -------------------- | -------------------- | -------------------- |
| 2016年2月7日   | ハルノハナ         | iTunes配信           | Amazon配信           | レコチョク配信       |
| 2017年12月22日 | 永遠の空へ         | iTunes配信           | Amazon配信           | レコチョク配信       |
| 2018年6月16日  | Log Me Out         | iTunes配信           | Amazon配信           | レコチョク配信       |
| 2018年6月16日  | 恋人たちの雨上がり | iTunes配信           | Amazon配信           | レコチョク配信       |
| 2018年10月24日 | 画面越しのエール   | Dropbox （無料配信） | Dropbox （無料配信） | Dropbox （無料配信） |

2017年12月22日に配信開始した「永遠の空へ」、2018年6月16日に配信を開始した「Log Me Out」「恋人たちの雨上がり」は、
レコチョクにてハイレゾ配信も行っている。2018年10月24日　17LIVEにてリスナーより送られるギフトをもとに制作した新曲「画面越しのエール」をDropboxより無料配信を開始した。

### アルバム
| リリース日 | タイトル                                                               |    | 楽 曲                    | タイアップ                                     | レーベル  | 品 番       | 販売形態 | 販売形態                                |
| ---------- | ---------------------------------------------------------------------- | -- | ------------------------ | ---------------------------------------------- | --------- | ----------- | -------- | --------------------------------------- |
| 二十歳の時 | 自主制作ミニアルバム you make me feel so good / FLUiD 作詞作曲：yukari | 1  | you make me feel so good |                                                | 自主制作  | FR-001      | CD       | CD                                      |
| 二十歳の時 | 自主制作ミニアルバム you make me feel so good / FLUiD 作詞作曲：yukari | 2  | U＆I                     |                                                | 自主制作  | FR-001      | CD       | CD                                      |
| 二十歳の時 | 自主制作ミニアルバム you make me feel so good / FLUiD 作詞作曲：yukari | 3  | Nature to wrap           |                                                | 自主制作  | FR-001      | CD       | CD                                      |
| 二十歳の時 | 自主制作ミニアルバム you make me feel so good / FLUiD 作詞作曲：yukari | 4  | in the moonlight         |                                                | 自主制作  | FR-001      | CD       | CD                                      |
| 二十歳の時 | 自主制作ミニアルバム you make me feel so good / FLUiD 作詞作曲：yukari | 5  | The shakes of green      |                                                | 自主制作  | FR-001      | CD       | CD                                      |
| 2017.9.20  | 1stミニアルバム 「瞬間」                                               | １ | 瞬間                     | TAO×JTB「万華響」 公式PRソング」 （2017年5月） | JTB MISIC | JTBMC-10019 | CD       | iTunes 配信 Amazon 配信 レコチョク 配信 |
| 2017.9.20  | 1stミニアルバム 「瞬間」                                               | ２ | 夢の咲く頃               |                                                | JTB MISIC | JTBMC-10019 | CD       | iTunes 配信 Amazon 配信 レコチョク 配信 |
| 2017.9.20  | 1stミニアルバム 「瞬間」                                               | ３ | しなやかに               |                                                | JTB MISIC | JTBMC-10019 | CD       | iTunes 配信 Amazon 配信 レコチョク 配信 |
| 2017.9.20  | 1stミニアルバム 「瞬間」                                               | ４ | ハルノハナ               |                                                | JTB MISIC | JTBMC-10019 | CD       | iTunes 配信 Amazon 配信 レコチョク 配信 |
| 2017.9.20  | 1stミニアルバム 「瞬間」                                               | ５ | パラレルトラベル         |                                                | JTB MISIC | JTBMC-10019 | CD       | iTunes 配信 Amazon 配信 レコチョク 配信 |
| 2017.9.20  | 1stミニアルバム 「瞬間」                                               | ６ | Over the Ster            |                                                | JTB MISIC | JTBMC-10019 | CD       | iTunes 配信 Amazon 配信 レコチョク 配信 |

## 主な活動
TikTok live(2022年4月7日)

### TV出演
- T-SPOOKパレード出演　（2015年10月　フジテレビ）
- お願いランキング自撮り隊出演　（2016年4月　テレビ朝日）
- ひとりと佳代子と気になるお嬢[14]　（2018年10月28日　AbemaTV）
- ワケあり！レッドゾーン　（2019年2月15日　日本テレビ）

### CM出演
- 17Live　CMオンエア　北海道・愛知・福岡・熊本・長崎・大分・宮崎・鹿児島エリア（2018年4月）

### 看板広告
- 17Live　看板広告　JR渋谷駅ハチ公口上　渋谷Jボード　（2018年6月16日～29日）

### 雑誌
- ファッション通販誌「ﬁfth」モデル
- ファッション誌「up PLUS」　6 JUNE号　人気コスメブランド潜入コーナー　（2018年5月）

### WEB
- Amazonプライム・ビデオ　リアリティー番組「バチェラー・ジャパン」出演（2017年2月）
- 林村ゆかりがデビューアルバム発売記念イベントを開催[15]（2017年9月）
- 林村ゆかりデビューイベントでおちゃめな一面！[16]（2017年9月）
- モデルプレスインタビュー[1]（2018年１月）
- 17LIVE　目指せ！世界のトップライバー　日本代表[17][18]　（2018年2月）